# National Football League 1969
La stagione NFL 1969 fu la 50ª stagione sportiva della National Football League, la massima lega professionistica statunitense di football americano e l'ultima prima della fusione con l'American Football League. La finale del campionato si disputò il 4 gennaio 1970 al Metropolitan Stadium di Bloomington, in Minnesota e vide la vittoria dei Minnesota Vikings sui Cleveland Browns per 27 a 7. In seguito, i campioni dei Vikings avrebbero perso il Super Bowl IV contro i campioni della AFL, i Kansas City Chiefs. La stagione iniziò il 21 settembre 1969 e si concluse con il Pro Bowl 1970 che si tenne il 24 gennaio al Los Angeles Memorial Coliseum.
La stagione vide lo scambio di Division tra i New York Giants e i New Orleans Saints che tornarono a giocare rispettivamente nella NFL Century e nella NFL Capitol come nel 1967.

## Stagione regolare
La stagione regolare si svolse in 14 giornate, iniziò il 21 settembre e terminò il 21 dicembre 1969.

### Risultati della stagione regolare
- V = Vittorie, S = Sconfitte, P = Pareggi, PCT = Percentuale di vittorie, PF = Punti Fatti, PS = Punti Subiti
- La qualificazione ai play-off è indicata in verde
- Nota: nelle stagioni precedenti al 1972 i pareggi non venivano conteggiati nel calcolo della percentuale di vittorie.

| NFL Capitol         |    |   |   |     |     |     |
| Squadra             | V  | S | P | PCT | PF  | PS  |
| (*) Dallas Cowboys  | 11 | 2 | 1 | 846 | 369 | 223 |
| Washington Redskins | 7  | 5 | 2 | 583 | 307 | 319 |
| New Orleans Saints  | 5  | 9 | 0 | 357 | 311 | 393 |
| Philadelphia Eagles | 4  | 9 | 1 | 308 | 279 | 377 |

| NFL Coastal          |    |   |   |     |     |     |
| Squadra              | V  | S | P | PCT | PF  | PS  |
| (*) Los Angeles Rams | 11 | 3 | 0 | 786 | 320 | 243 |
| Baltimore Colts      | 8  | 5 | 1 | 615 | 279 | 268 |
| Atlanta Falcons      | 6  | 8 | 0 | 429 | 276 | 268 |
| San Francisco 49ers  | 4  | 8 | 2 | 333 | 277 | 319 |

| NFL Century           |    |    |   |     |     |     |
| Squadra               | V  | S  | P | PCT | PF  | PS  |
| (*) Cleveland Browns  | 10 | 3  | 1 | 769 | 351 | 300 |
| New York Giants       | 6  | 8  | 0 | 429 | 264 | 298 |
| Saint Louis Cardinals | 4  | 9  | 1 | 308 | 314 | 389 |
| Pittsburgh Steelers   | 1  | 13 | 0 | 71  | 218 | 404 |

| NFL Central           |    |    |   |     |     |     |
| Squadra               | V  | S  | P | PCT | PF  | PS  |
| (*) Minnesota Vikings | 12 | 2  | 0 | 857 | 379 | 133 |
| Detroit Lions         | 9  | 4  | 1 | 692 | 259 | 188 |
| Green Bay Packers     | 8  | 6  | 0 | 571 | 269 | 221 |
| Chicago Bears         | 1  | 13 | 0 | 71  | 210 | 339 |

## Play-off
I play-off iniziarono con i Conference Championship Game il 27 e 28 dicembre 1969, il NFL Championship Game si giocò il 4 gennaio 1970.

### Incontri
|  | Conference Championship | Conference Championship | Conference Championship |           |           | NFL Championship | NFL Championship | NFL Championship |  |
|  |                         |                         |                         |           |           |                  |                  |                  |  |
|  | Cleveland               | Cleveland               | 38                      |           |           |                  |                  |                  |  |
|  | Cleveland               | Cleveland               | 38                      |           |           |                  |                  |                  |  |
|  | Dallas                  | Dallas                  | 14                      |           |           |                  |                  |                  |  |
|  | Dallas                  | Dallas                  | 14                      |           | Cleveland | Cleveland        | 7                |                  |  |
|  |                         |                         |                         |           | Cleveland | Cleveland        | 7                |                  |  |
|  |                         |                         | Minnesota               | Minnesota | 27        |                  |                  |                  |  |
|  | L.A. Rams               | L.A. Rams               | Minnesota               | Minnesota | 27        | 20               |                  |                  |  |
|  | L.A. Rams               | L.A. Rams               |                         |           |           |                  |                  |                  |  |
|  | Minnesota               | Minnesota               | 23                      |           |           |                  |                  |                  |  |

Nota: Gli accoppiamenti nei playoff venivano stabiliti mediante criteri di rotazione.

## Premi individuali
| MVP della NFL              | Roman Gabriel, Quarterback, L.A. Rams |
| Allenatore dell'anno       | Bud Grant, Minnesota                  |
| Rookie offensivo dell'anno | Calvin Hill, Running Back, Dallas     |
| Rookie difensivo dell'anno | Joe Greene, Defensive End, Pittsburgh |